# 過去に存在した無印良品の店舗
過去に存在した無印良品の店舗（かこにそんざいしたむじるしりょうひんのてんぽ）では、良品計画が運営する無印良品（西友時代を含む）の店舗のうち、過去に存在したものについて記述する。無印良品は店舗名のみのため、本稿でも店舗名の後に店をつけていない。

## 北海道地区

### 北海道
- サッポロファクトリー（札幌市中央区北2条東4丁目、1993年4月9日開業 - 閉店時期不明[1]）
- 函館西武（函館市梁川町9、2000年9月1日開業 - 2003年8月10日閉店[2]）

西武函館店の閉店と同時に閉店した。同年同月27日に函館市内の百貨店、棒二森屋に移転した。
- 棒二森屋（函館市若松町17-12 棒二森屋アネックス館4階、2003年8月27日開業 - 2017年3月12日閉店[3]）

閉店後、本町地区・旧グルメシティ五稜郭店跡地にオープンした再開発ビル「シエスタハコダテ」に移転した。
- 新さっぽろデュオ（札幌市厚別区厚別中央二条5-6-2 アークシティduo-1 4F、開業時期不明 - 2017年3月31閉店）
- 旭川西武（旭川市1条通り8丁目右1号 西武旭川店 B館6F、2000年9月8日開業 - 2016年9月30日閉店[4]）

旭川西武の主力テナントとして営業していたが、旭川西武の閉店に伴い、無印良品も閉店した。同年12月にイオンモール旭川駅前店1階に移転した。
- 西友厚別（札幌市厚別区厚別西４条6-700-126 西友厚別店 1F、2000年12月15日開業 - 2018年10月22日閉店[6]）
- 西友旭ヶ丘（札幌市中央区南8条西25丁目2-1 西友旭ヶ丘店2F、開業時期不明 - 2017年6月26日閉店[7]）跡地には100円ショップのセリアが入った。
- 西友手稲（札幌市手稲区前田1条11丁目1−1 西友手稲店1F、開業時期不明 - 2018年7月24日閉店[8]）跡地には100円ショップのセリアが入った[9]。
- 西友平岸（札幌市豊平区平岸2条10丁目3-28 西友平岸店3F、開業時期不明 - 2016年4月11日[10]）
- 西友清田（札幌市清田区平岡一条1-1-3 西友清田店3F、開業時期不明 - 2016年7月31日[11]）
- 西友宮の沢（札幌市西区宮の沢1条1丁目1-30 西友宮の沢店B1F、開業時期不明 - 2011年8月15日閉店）
- 西友西町（札幌市西区西町南6丁目1-1、2000年9月23日開業 - 閉店時期不明）
- 西友岩見沢（岩見沢市4条西3丁目1、2000年9月9日開業 - 2009年3月31日閉店）
- 西友滝川（滝川市栄町3-9-2 西友滝川店1F、2000年以前開業 - 閉店時期不明）
- MOO釧路（釧路市錦町2丁目4 釧路フィッシャーマンズワーフMOO3F、2000年以前開業 - 2003年9月30日閉店[12][13]）

## 東北地区

### 青森県
- 松木屋弘前ショップ（弘前市百石町[14]、1987年開業 - 2000年閉店）

2020年11月18日には、同市にあるイトーヨーカドー弘前店（現CiiNA CiiNA弘前店）に20年ぶりとなる青森県最大級の無印良品を再出店した。
- イオン柏（つがる市柏稲盛幾世41、2003年10月24日開業 - 2009年10月12日閉店）
- 青森新町（青森市新町2-2-4 青森新町2丁目ビルディング1F、2000年以前開業 - 閉店時期不明）

### 岩手県
- 盛岡フェザン（盛岡市盛岡駅前通り1-44　盛岡駅ビル・フェザン3F、開業時期不明 - 2017年3月31日閉店[16]）

2025年5月16日には無印良品500（岩手県内初出店）として盛岡フェザン本館に8年ぶりに再出店した。

### 山形県
- 酒田POP-UP STORE（酒田市中町2丁目4-10 丸高ビル1F、2021年2月5日開店 - 2025年2月16日閉店[19][20]）

同店は2019年7月に山形県酒田市との「地域発展を目指すパートナーシップ協定」を締結して以降「酒田プロジェクト」として4年間移動販売事業と併せて行った。2025年2月16日に酒田POP-UP STOREを閉店した後、『いろは蔵パーク』内に無印良品 酒田を同年3月27日に東北地区最大級の店舗としてオープンした。

### 秋田県
- 本金西武（秋田市中通2-6-1 本金西武3F、開業時期不明 - 2006年1月15日閉店）

2003年3月1日に同店の運営が本金西武から良品計画に移管した。同店の閉店後、2006年4月29日にはJR秋田駅に隣接した商業施設「おしゃれかんアルス」のB1Fに無印良品 秋田アルスとして出店している。なお、売場面積は本金西武店と比べて1.5倍の564m2（171坪）となった。2023年4月27日に同館のリニューアルにあわせてB1Fから2Fに移転している。

### 福島県
- 福島中合（福島市栄町5-1 中合福島店二番館2F、2000年2月18日開業 - 2006年3月5日閉店）閉店後、S-PAL福島4Fに713m2（216坪）の売場面積で移転オープンした[26]。中合二番館は2017年8月31日に閉館している[27]。
- アティ郡山（郡山市駅前1-16-7 アティ郡山1F、2001年5月25日開業 - 2011年3月21日閉店）

同年9月29日全館リニューアルにより、跡地にはヨドバシカメラが入った。2011年6月4日に郡山駅北側のS-PAL（エスパル）郡山3階に移転した。
- いわきラトブ（いわき市平字田町120 ラトブ3F、2008年5月22日開業 - 2023年12月31日閉店[30][31]）2024年3月8日には、イトーヨーカドー平店跡地の新商業施設、いわきPaix Paixにオープンした[32][33]。

## 関東地区

### 茨城県
- ファッションクルーズひたちなか（ひたちなか市新光町35、2014年10月24日開業 - 2024年1月28日閉店[34]）

閉店後、隣接するニューポートひたちなかに同年4月5日移転オープンした。売場面積は前の店と比べて約3倍となり、子供服や冷凍食品を新たに取り扱い開始した。
- 取手ボックスヒル（取手市中央町2-5 ボックスヒル取手4F、2005年10月1日開業 - 2016年1月31日閉店[37]）（売場面積757m2（約229坪））

2015年10月5日、同店で販売されたバナナバウムに針が混入する事案が発生。調査の結果、針の混入を確認。同社が実物を回収し調査した結果、店頭に陳列後、針が意図的に混入された可能性が高いため、警察等と連携し速やかな原因究明に努めた。なお、同店での食品の販売を10月5日夜より停止した。
- 西友守谷（守谷市けやき台4-1-5、2003年4月24日開業 - 2017年1月16日閉店）
- 西友ひたち野うしく（牛久市ひたち野東1丁目23-1 2F、2006年12月13日開業 - 2015年11月30日閉店）
- 泉町（所在地不明、1987年5月1日開業 - 閉店時期不明）
- 筑波西武（つくば市吾妻1-7-1 西武筑波店5F、2000年以前開業 - 2015年2月28日閉店[39]）
- リヴィン水戸（水戸市三の丸1-1-12 リヴィン水戸1F、2000年以前開業 - 2009年3月31日閉店）リヴィン水戸店と同時に閉店した[40]。

### 栃木県
- 宇都宮パルコ（宇都宮市馬場通り3丁目1-1 宇都宮パルコ7F、2003年3月1日開業 - 2015年11月8日閉店）
- MUJIcom 宇都宮パセオ（宇都宮市川向町1-23 宇都宮パセオ2F、2021年4月23日開業 - 2023年1月16日閉店）

### 群馬県
- 入沢（渋川市、1993年1月29日開業 - 閉店時期不明[41][42]）
- 高崎ビブレ（高崎市八島町46-1 高崎ビブレ B1F、1998年5月30日開業 - 2010年11月7日閉店[43]）
- リヴィン前橋（前橋市本町2-12-1、2000年以前開業 - 閉店時期不明）
- 西友伊勢崎（伊勢崎市本町9-1 西友伊勢崎店1F、2000年以前開業 - 2009年3月31日閉店）

## 近畿地区

### 滋賀県
- 草津エイスクエア（草津市西渋川1-18-51、1999年2月9日開業 - 2020年10月18日閉店）
- 大津西武（大津市におの浜2-3-1 西武大津店6F、2000年以前開業 - 2020年8月31日閉店）
- 大津パルコ（大津市打出浜14-30 大津パルコ3F、2000年10月14日開業 - 2015年2月15日閉店）
- 西友野洲（野洲市市三宅1013 デイスターモール野洲1F、1999年4月8日開業 - 2017年1月16日閉店）
- 西友南草津（草津市野路町1-6-9 西友南草津店1F、開業時期不明 - 2017年8月27日閉店）
- 西友長浜楽市（長浜市八幡東町9-1 西友長浜楽市店2F、2022年8月7日閉店）
- 西友八日市（東近江市八日市緑町9-30 西友八日市店2F、2000年以前開業 - 2009年5月17日閉店[44]）
- 西友水口（甲賀市水口町水口6084-1 西友水口店2F、2018年7月2日閉店）
- ピエリ守山（守山市今浜町2620-5 ピエリ守山1F、2008年9月20日開業 - 2012年5月6日閉店）
- ファクトリーアウトレット 三井アウトレットパーク滋賀竜王（蒲生郡竜王町薬師字砂山1178−694、2010年7月8日開業 - 2013年5月19日閉店）

## 四国地区

### 徳島県
- とくしまCITY（徳島市寺島本町東3-8 とくしまCITY5F、2000年以前開業 - 2013年7月21日閉店）

入居するとくしまCITYの閉店と同時に閉店した。閉店後、2015年4月10日に近隣に位置する百貨店、そごう徳島店（現アミコ東館）の8Fに移転オープンした。

### 高知県
- 高知西武（高知市南はりまや町1-8-1 高知西武6F、2000年以前開業 - 2002年12月25日閉店）

### 愛媛県
- 松山（松山市大街道2-5-9 2・3F、2000年以前開業 - 2024年1月8日閉店）

跡地には、ホビーショップの駿河屋が入った。閉店後、2024年2月28日に松山市駅に隣接する百貨店のいよてつ髙島屋5Fに移転オープンした。売場面積は約500坪で愛媛県内最大級となった。

## 九州地区

### 福岡県

#### 北九州市
- 小倉井筒屋（小倉北区船場町1-1、開業時期不明 - 2020年2月29日閉店）

無印良品 小倉→井筒屋小倉→小倉井筒屋
- 小倉（小倉北区馬借1-3-9 井筒屋事務館 1F、開業時期閉店時期不明）
- 黒崎井筒屋アネックス1（八幡西区黒崎2-3-15 黒崎井筒屋アネックス1 B1F、開業時期閉店時期不明）

「無印良品 黒崎井筒屋」として黒崎井筒屋it's館1・2Fに出店していたが、同館のリニューアルに伴い黒崎井筒屋アネックス1のB1Fに施設内移転し、オープンした。その後、メイト黒崎に移転した。
- 黒崎メイト（八幡西区黒崎1-1-1、開業時期不明 - 2020年4月30日閉店）

無印良品 井筒屋八幡→黒崎井筒屋→黒崎メイト
- ザ・モール小倉（小倉南区下曽根新町10-1 2F、開業時期不明 - 2015年8月31日閉店）

#### 福岡市

##### 博多区
- 博多井筒屋（博多駅中央街1番1号 博多井筒屋5F、開業時期不明 - 2002年閉店）
- MUJIcom 博多デイトス（博多駅中央街1-1 博多デイトス1F、2009年10月23日開業 - 閉店時期不明）

##### 中央区
- 天神（所在地不明、1984年11月2日開業 - 1999年閉店）

西日本新聞の取材によると、東京、大阪、名古屋に次いで4店目で九州初進出で、「天神西通り」にあったとされる。
- イムズ（天神一丁目7番11号 B2F、開業時期不明 - 1996年ごろ閉店）
- サニー（所在地不明、開業時期閉店時期不明）
- 天神ソラリア（天神2-2-43　ソラリアプラザB1F、1999年2月20日開業 - 2015年1月18日閉店）

2025年3月22日にソラリアプラザB1Fに「無印良品 ソラリアプラザ」として10年ぶりに再出店した。
- ミーナ天神（天神4丁目3-8、2009年4月24日開業 - 2022年8月15日閉店）
- MUJIBEAUTY 福岡パルコ（天神2丁目11-1、2010年3月19日開業 - 2013年2月24日閉店[48]）
- 天神大名（大名1丁目15-41 大名スクエア、2015年3月5日開業 - 2024年7月9日閉店）

ビル1棟5階分ある大型店舗だった。1階では婦人服を、2階ではキッチンテーブル用品、食品を、3階ではヘルス&ビューティー、トラベル用品、紳士服を、4階では収納用品、掃除用品、文具、こども服、ベビー用品を、5階では照明家電、ルームを取り扱っていた。天神大名の閉店に伴い、2階にある「Café&MealMUJI天神大名」も同様に閉店した。

##### 西区
- ファクトリーアウトレット マリノアシティ福岡・ピアウォーク（小戸2丁目13-16 マリノアシティ福岡ピアウォーク2F、2000年10月20日開業 - 2013年8月15日閉店）

##### 早良区
- 西新プラリバ（西新4丁目1番1号 西新エルモールプラリバB1F、1999年9月23日開業 - 2015年7月31日閉店）

オープン時の店名は「無印良品 西新岩田屋」であった。閉店後に建設された都市型商業施設「PRALIVA」3Fに2019年7月26日、再出店した。

##### 北九州市・福岡市以外
- イオンモール大牟田（大牟田市岬町3-4 イオンモール大牟田1Ｆ、2011年3月18日開業 - 2024年5月31日閉店）
- エマックス久留米（久留米市東町316-2 エマックス久留米3F、開業時期不明 - 2009年5月24日閉店）

「無印良品 久留米」として開業、その後、「無印良品 エマックス久留米」に店名変更。
- ゆめタウン筑紫野（筑紫野市針摺東3丁目3-1、開業時期不明 - 2015年9月27日）

閉店後、2015年11月19日にイオンモール筑紫野に移転した。
- ザ・モール春日（春日市春日5丁目17番地 ザ・モール春日1F、開業時期不明 - 2018年9月10日閉店）

### 佐賀県
- 西友佐賀（佐賀市駅前中央1-4-16 3F、開業時期不明 - 2009年6月14日閉店）

### 長崎県
- 西友道の尾（長崎市葉山1-6-10 3F、開業時期不明 - 2017年6月20日閉店）
- 西友諫早（諫早市永昌東町2-1 4F、開業時期閉店時期不明）

### 熊本県
- 熊本パルコ（熊本市中央区手取本町5-1 熊本パルコ6F、開業時期不明 - 2003年9月ごろ閉店）
- 熊本パルコ上通り（熊本市中央区草葉町1-3 1F、開業時期不明 - 2017年3月20日閉店）

閉店後、2017年4月27日にダイエー熊本下通店跡地の複合商業施設COCOSA4Fに「無印良品 COCOSA熊本下通」として移転オープンした。

### 大分県
- 大分パルコ（大分市府内町1-1-1 大分パルコ6F、1984年9月30日開業〜2011年1月31日閉店）

大分PARCOの閉館に伴い、同店も同時に閉店した。閉店後、大分フォーラスに移転した。
- 大分フォーラス（大分市中央町1丁目2番7号、2011年3月4日開業 - 2015年2月28日閉店）

### 鹿児島県
- 天文館（鹿児島市ゴンザ通り沿い、1987年4月29日開業 - 閉店時期不明）
- カリーノ天文館（鹿児島市中町5-26 カリーノ天文館3・4F、1998年11月20日開業 - 2007年9月閉店）

閉店後、イオン鹿児島ショッピングセンターにオープンした。